# Sidorowskaja (rejon ust-kubiński)
Sidorowskaja (ros. Сидоровская) – wieś w Rosji, w rejonie ust´-kubinskim obwodu wołogodzkiego. W 2010 r. liczyła 1 mieszkańca.